# 邓先群
邓先群（1935年—），中华人民共和国军事人物，中国人民解放军少将。邓绍昌与夏伯根之女，邓小平同父异母的妹妹。

## 生平
邓先群1959年参加中国人民解放军，1963年毕业于哈尔滨军事工程学院，1964年加入中国共产党。1990年任解放军总政治部群众工作部群众工作处处长。1992年起担任解放军总政治部群众工作部副部长、部长。
1988年9月被授予大校军衔，1993年7月晋升为少将，1995年退役。

## 家庭
丈夫栗前明，女儿栗小兵。